# Eugene Paul
Eugene Frederick Paul, né le 3 novembre 1900 à Leone (en) aux Samoa américaines, et mort le 28 décembre 1971 à Honolulu, est un entrepreneur et homme d'État samoan.

## Biographie

### Origines et jeunesse
Son père, Peter Paul, est un ingénieur allemand qui bâtit des comptoirs aux Tonga pour des commerçants allemands, puis le premier moulin à sucre des Fidji, avant de s'installer aux Samoa en 1881 et d'y construire « bon nombre des bâtiments autour d'Apia ». Sa mère est une femme autochtone de l'est des Samoa, et est la petite-fille d'un colon américain établi à Tutuila dans la première moitié du XIXe siècle. Eugene Paul naît peu après la partition des Samoa entre les Samoa américaines à l'est et les Samoa allemandes à l'ouest ; il naît dans les premières mais grandit dans les secondes, et est scolarisé dans une école publique coloniale établie par les autorités allemandes. Son prénom est prononcé à l'allemande, « Hügen », durant toute sa vie. Les Samoa allemandes sont ensuite envahies par la Nouvelle-Zélande en 1914, au début de la Première Guerre mondiale, et deviennent le territoire sous tutelle des Samoa occidentales, sous souveraineté néo-zélandaise,. Il fait partie d'un ensemble de personnalités politiques samoanes des XXe siècle et XXIe siècle qui sont les descendants de colons allemands arrivés au XIXe siècle ou au début du XXe siècle : Joe Keil, Jack Netzler, Telefoni Retzlaff, Fossie Schmidt (en), Leuatea Schmidt, Cedric Schuster et Harry Schuster.
Eugene Paul s'engage dans la Garde nationale des États-Unis vers la fin de la Première Guerre mondiale, puis revient aux Samoa et trouve un emploi dans le commerce détenu par Olaf Nelson, l'un des principaux commerçants de l'archipel,. En 1924 il épouse Flora Macdonald, fille d'une mère autochtone et d'un père colon néo-zélandais. Il se lance ensuite à son propre compte, créant une entreprise de bus et de taxis en 1926 (la "Gold Star"), un cinéma en 1935, une imprimerie en 1945, et un journal, le Samoa Bulletin, en 1950. De publication hebdomadaire, et rédigé à la fois en anglais et en samoan, c'est le seul journal local, et le premier depuis la disparition du Western Samoa Mail au début des années 1940. En 1956 il cofonde une entreprise de fabrication de pneus à Suva, aux Fidji, avec trois autres hommes d'affaires samoans d'ascendance allemande. Cofondateur de la compagnie aérienne Polynesian Airlines en 1959, il en devient le président en 1960. Il est également longtemps président de la Chambre de commerce des Samoa-Occidentales,,. 

### Carrière politique
En 1948 est élue la première Assemblée législative des Samoa. Tandis que le Fono o Faipule, assemblée autochtone préexistante, choisit onze autochtones pour y siéger, les « Européens », c'est-à-dire les Samoans d'ascendance au moins partiellement non-autochtone (généralement des métis), y élisent cinq représentants. Membre fondateur cette même année du Parti des citoyens unis, parti « soutenu par les principaux commerçants d'Apia », Eugene Paul est le candidat le mieux élu, et entre ainsi à l'Assemblée,. Largement réélu en 1951 avec une majorité accrue, il ne se représente pas aux élections de 1954 mais est à nouveau le candidat le mieux élu à celles de 1957, auxquelles il se présente comme chef de la Ligue progressiste des citoyens (nouveau nom du Parti des citoyens unis).
Après les élections de 1957, Guy Powles (en), le gouverneur de la colonie, le nomme membre du Conseil exécutif, avec pour fonction d'être le ministre du Développement économique. En février 1958, afin d'accorder à la colonie une plus grande autonomie politique en vue de sa transition vers l'indépendance, les autorités coloniales créent la fonction de « Chef des affaires du gouvernement » (ou chef du gouvernement), et invitent l'Assemblée législative à élire un de ses membres à ce poste. Il y a trois candidats : Eugene Paul, en tant que chef du parti qui a remporté les élections de 1957 ; le ministre des Affaires foncières Tualaulelei Mauri (en) ; et le minisre de l'Agriculture (et grand chef coutumier autochtone) Fiame Mata'afa Faumuina Mulinu'u II. L'Assemblée élit Eugene Paul. Il conserve dans le même temps le ministère du Développement économique. Cela fait de lui « le Premier ministre de facto », le premier depuis Albert Steinberger (1875-1876), de l'ère pré-coloniale.
Il s'avère être un chef de gouvernement courtois et relativement effacé. Pour redresser les comptes publics du pays, il introduit une politique de rigueur budgétaire, licenciant des employés du service public. Il tente d'accroître les droits de douane pour augmenter les revenus de l'État, mais cette proposition est refusée par l'Assemblée législative. Avec pour priorité le développement économique et le développement humain du pays, il présente un projet de développement à l'Assemblée (modernisation de l'agriculture, développement des industries afin de créer des emplois dans un contexte de croissance démographique...), qui toutefois le rejette également en novembre 1958,. 
En septembre 1959, les autorités coloniales formalisent l'accès des Samoa à un gouvernement responsable en créant formellement le poste de Premier ministre des Samoa. Les mêmes trois candidats s'y présentent, mais cette fois Eugene Paul est devancé par son ami Fiame Mata'afa Faumuina Mulinu'u, qui devient Premier ministre le 1er octobre. Eugene Paul devient son ministre des Finances. Atteint par des problèmes de santé, il ne se représente pas aux élections de 1961, qui mènent le pays à l'indépendance en 1962. En 1962 il est fait officier de l'ordre de l'Empire britannique.
En décembre 1971, il se rend à Hawaii pour y être opéré de la colonne vertébrale. Opéré le 27 décembre, il meurt à l'hôpital le lendemain, à l'âge de 71 ans. Sa dépouille est rapatriée aux Samoa, et à la descente de l'avion, le Premier ministre Tupua Tamasese Lealofi IV drape son cercueil du drapeau national. Il est inhumé à Magiagi (en) en présence du chef de l'État, Malietoa Tanumafili II, du Premier ministre et d'autres ministres, à l'issue d'une procession funéraire avec un cortège de quelque cent véhicules.